# Chaparral et forêts claires de Californie

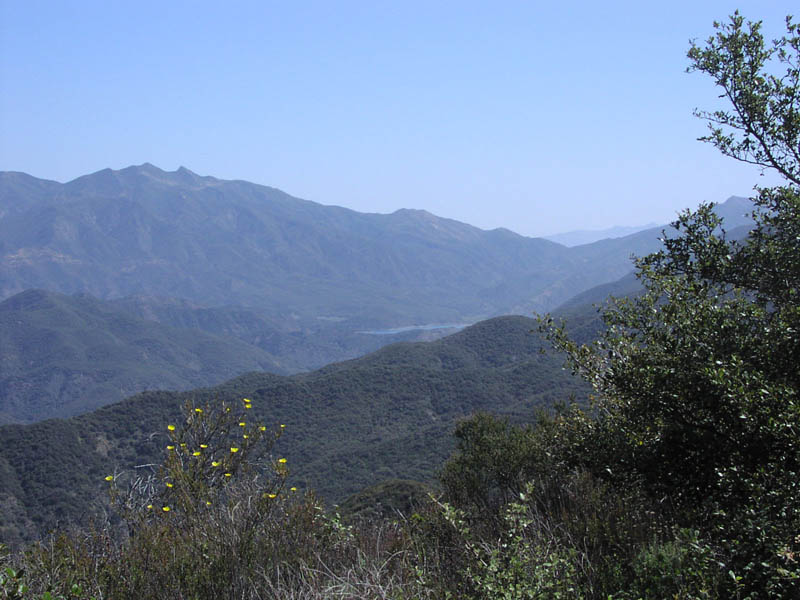
La Forêt nationale de Los Padres en avril 2002.

Les chaparral et forêts claires de Californie forment une écorégion identifiée par le Fonds mondial pour la nature (WWF) comme faisant partie de la liste « Global 200 », c'est-à-dire considérée comme exceptionnelle au niveau biologique et prioritaire en matière de conservation. Elle regroupe trois écorégions terrestres du biome méditerranéen de Californie :
- les sauges et chaparral côtiers de Californie
- les chaparral et forêts claires intérieures de Californie (en)
- les chaparral et forêts claires d'altitude de Californie